# Башано
Башано (итал. Basciano) — коммуна в Италии, расположена в регионе Абруццо, подчиняется административному центру Терамо.
Население составляет 2441 человек, плотность населения составляет 130 чел./км². Занимает площадь 18,69 км². Почтовый индекс — 64030. Телефонный код — 0861.
Покровителем коммуны почитается святой Флавиан, патриарх Константинопольский. Праздник ежегодно отмечается 24 ноября.